# Låtsasvän
En låtsasvän eller låtsaskompis är en fantasiperson som en person ser som sin vän. Det kan vara ett sätt för barn att hantera ensamhet.
Låtsasvänner skapas ofta i barndomen, ibland i tonåren, och sällan i vuxen ålder. De fungerar ofta som beskyddare när de leker med ett barn. De visar, enligt flera teorier om psykologi, ett barns oro, rädslor, mål och uppfattningar om världen genom barnets konversationer. De är, enligt vissa barn, fysiskt omöjliga att skilja från riktiga människor, medan andra säger att de bara uppfattar sina imaginära vänner i sina huvuden.
En långvarig vanlig missuppfattning är att de flesta barn avvisar eller glömmer låtsaskompisen när de börjar skolan och skaffar sig riktiga vänner. Enligt en studie av barn i sjuårsåldern, så uppger 65% av barnen att de har haft en låtsaskompis någon gång i sitt liv. Vissa psykologer har föreslagit att barn helt enkelt behåller men slutar att tala om inbillade vänner, på grund av vuxna förväntningar och grupptryck. Barn har rapporterat skapande och bibehållande av imaginära vänner som förtonåringar eller tonåringar, och mycket få vuxna rapporter om imaginära vänner. 
En känd låtsasvän i svensk barnlitteratur är Alfons Åbergs vän Mållgan